# Myrmecodesmus morelus
Myrmecodesmus morelus är en mångfotingart som först beskrevs av Chamberlin 1942.  Myrmecodesmus morelus ingår i släktet Myrmecodesmus och familjen fingerdubbelfotingar. Inga underarter finns listade i Catalogue of Life.